# ギリギリ遮る片桐さん
『ギリギリ遮る片桐さん』（ギリギリさえぎるかたぎりさん）はTALIによる日本の漫画作品。KADOKAWAの『ドラドラしゃーぷ＃』において2019年4月から2020年12月まで連載された。キャッチコピーは「陽キャじゃなくても、乳が見たい!!!!!巨乳をめぐる新感覚ラブコメ!!」。
2020年2月7日、単行本第1巻が発売されたことを記念し、第1話のボイスコミックが公開された。また、『占い師の悩み事』1巻、『宇崎ちゃんは遊びたい!』4巻、『うさみさんは構われたい!』3巻の4作品による「ドラドラしゃーぷ#フェア2020」も開催された。

## あらすじ
岡田はクラス1の巨乳の大木の胸をチラ見することを楽しみとしていた。しかし、同級生の片桐によって遮られてしまう。そして、岡田は意地でも見ようと、一方で片桐は何としてでも遮ろうと、岡田と片桐の戦いが始まった。そうしてお互いが意地になっていくうちに、心境の変化が生まれる。

## 登場人物
岡田 流星（おかだ りゅうせい）
声 - 広瀬裕也（ボイスコミック）
本作の主人公。自らを「スクールカーストの底辺」と称するなど自他共に認める地味で普通な1年の男子高校生だが、この世で一番巨乳好きだと自負している。大木の巨乳をチラ見することを楽しみにしていたが、片桐がそれに気付いて遮るようになってからは、片桐と攻防戦を繰り広げている。また、お尻フェチでもあり、片桐の尻に興奮した。告白してきた小団扇から監視されていたが、片桐の協力を得て振った。その後は片桐に想いを寄せ始め、最終回（第39話）で片桐へ告白しようとした瞬間、片桐に遮られてしまう。大木によると、実は放っておくと将来この世で最も危険な存在になることが示唆されている。
最終話（第40話。特別編）では、片桐と結婚し、ともに高校生である長男・星矢（せいや）とその妹である長女・星七（せいな）の二人の子供に恵まれて暮らしている。息子の星矢も実は巨乳好きであり、最近転校してきたという同級生（大木の娘）の巨乳をチラ見することを楽しみに早起きしているほどである。一方、星七はその視線を遮ることで兄が絶望的な表情を見せることに快感を得るブラコンである。
片桐（かたぎり）
声 - 伊藤彩沙（ボイスコミック）
岡田、大木とはクラスメイトの女子。髪型はショートカットだが左目が隠れている。どちらかと言えば貧乳。岡田が大木の胸をチラ見していることに気づいてからは、大木のそばに近寄りわざと岡田からの視線を遮るポジションに移動する。当初は岡田の悪行を阻止するためであったが、次第に岡田の悲観する姿を見てからは快感を覚えるようになり、学校だけでなくプライベートでも岡田と攻防戦を繰り広げている。最終回で、岡田が告白する直前で岡田の想いを知った上で告白を遮り、逆に自ら岡田に告白した。
最終話では、のち岡田と結婚し岡田姓となり、家族4人で一戸建てで暮らしている。子供二人が自分らと同じ制服を着て通学していることから、昔から同じ街で暮らしている。
大木（おおき）
岡田、片桐とはクラスメイトの女子。美人なうえクラス1の巨乳であり、岡田を含む男子が自身の胸をチラ見していることに気付いている。また、片桐が岡田の視線を遮っていることも気付いている。涼しい顔をしながら利き腕ではない左手一本で三橋の攻撃をかわしており、相当の実力者でもある。裏では世界を変えようと何度もタイムリープを繰り返したが上手くいかず途方に暮れていたが、片桐という存在に助けられ彼女に謝意を表した。でも最後は笑顔で「ウソだよ！」と答える。
最終話では、あとから岡田一家の街に引っ越してきており、娘（母同様に巨乳）も星矢と星七と同じ学校に通わせている。大木によると、結婚し岡田姓となり、娘には「流星」と名付けたと言うが、最後に一言「ウソだよ！」（ただ、娘も自ら「岡田流星です」と自己紹介している）。
三橋スミレ（みつはし スミレ）
元ヤンキーであり、岡田らの高校に転入してきた。巨乳でもあり、岡田のチラ見をガンを飛ばしていると勘違いして岡田を殴るも片桐により改心し、片桐を「あねさん」と呼ぶ。胸の大きさで大木にタイマンを張るが、大木の実力に恐れなしてからはサラシを巻いて胸を目立たなくしている。片桐を巡る岡田と服部の決着を見守り、決着後に岡田へ告白するも振られた。
片桐こむぎ（かたぎり こむぎ）
片桐の妹で、1歳下。姉と同じく髪型はショートカットだが髪の色は黒く、右目が隠れている。初登場時は中学3年生であったが、のち姉と同じ高校に進学する。姉が大木を好きだと勘違いしており、二人の仲を見守っている。陸上部で短距離走のエースでもある。
小団扇芽衣（こうちわ めい）
第26話から登場。高校1年生で、こむぎのクラスメイト。髪はお団子頭にしている。岡田のチラ見に対して「クソヤロウ」と評し、「センパイみたいな底辺がおっぱいを見てご褒美を得てはいけない」との正義感から岡田を管理するために告白した。岡田を巡って大木や片桐と対立するが、岡田に振られてからは坊主頭を監視し始めた。
服部（はっとり）
岡田のクラスメイトの長髪の男子生徒。当初、岡田を嫌悪していたが、岡田をバイクで跳ねたことを契機に友達として優しく接し始めた。片桐を巡り岡田と戦うが、岡田の想いの強さに感動して負けた。
坊主頭
服部の傍にいる男子生徒。服部と同様に岡田と友達になった。大木の胸をチラ見していたことが小団扇に知られてからは監視された。
おっぱいの神
岡田の脳内でチラ見を励ます神。なお、岡田に心の揺らぎが生ずると見えなくなる。

## 書誌情報
- TALI『ギリギリ遮る片桐さん』KADOKAWA〈ドラゴンコミックスエイジ〉、既刊3巻（2021年3月9日現在）
  1. 2020年2月7日発売[書誌 1] ISBN 978-4-04-073496-5
  2. 2020年7月9日発売[書誌 2] ISBN 978-4-04-073711-9
  3. 2021年3月9日発売[書誌 3] ISBN 978-4-04-074009-6

### 書誌出典
1. ↑  “TALI『ギリギリ遮る片桐さん』1巻”.   KADOKAWA. 2021年3月9日閲覧。
2. ↑  “TALI『ギリギリ遮る片桐さん』2巻”.   KADOKAWA. 2021年3月9日閲覧。
3. ↑  “TALI『ギリギリ遮る片桐さん』3巻”.   KADOKAWA. 2021年3月9日閲覧。